# Ua Huka

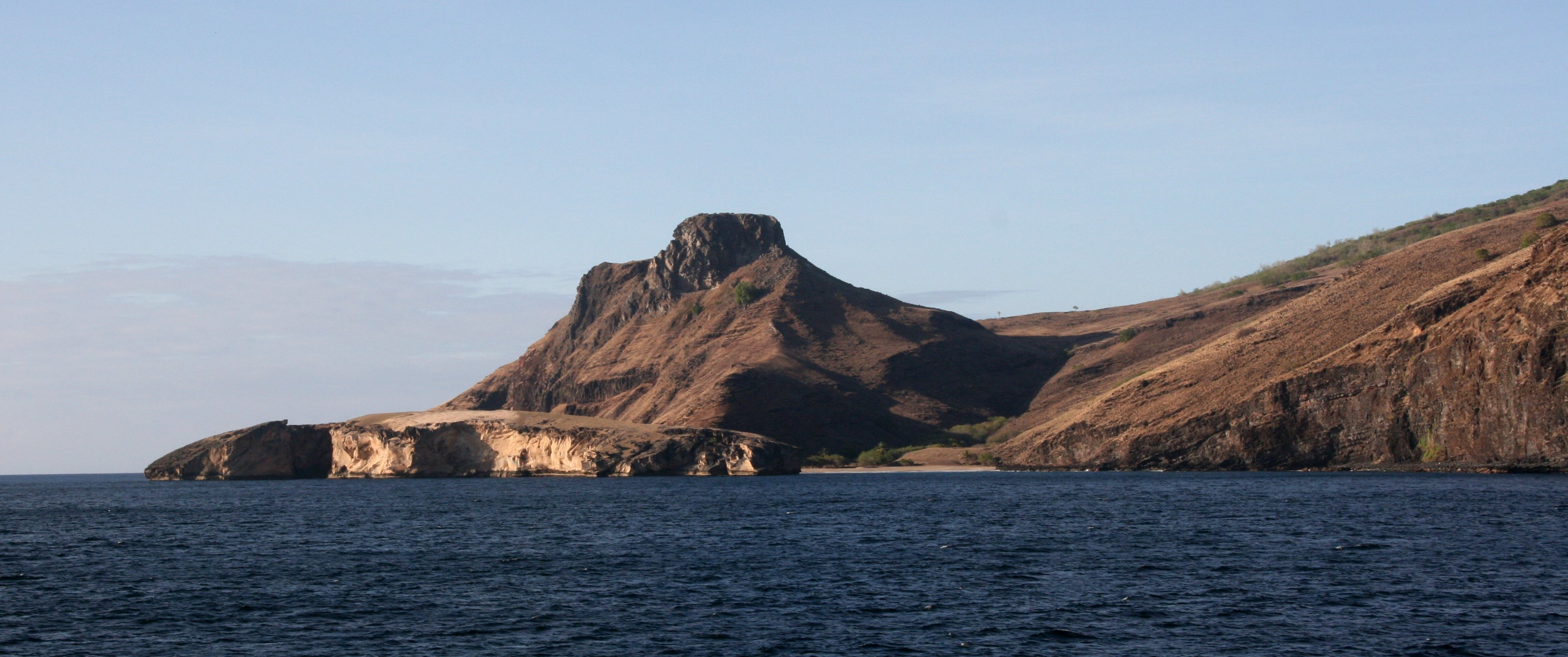
Ua Huka

Ua Huka (franska île Ua Huka, tidigare Roahonga) är en ö i Franska Polynesien i Stilla havet.

## Geografi
Ua Huka ligger i ögruppen Marquesasöarna och ligger ca 1.300 km nordöst om Tahiti.
Ön har en area om ca 83 km² och ca 600 invånare, huvudorten heter Vaipaee med ca 400 invånare.
Högsta höjden är den utslocknade vulkanen Mont Hitikau med ca 855 m ö.h. och öns centrala del utgörs av en högplatå.

## Historia
Ön beboddes troligen av polynesier redan på 900-talet.
Ön upptäcktes av amerikanske kapten Joseph Ingraham 1791 som gav ön namnet Washington Island.
1842 blev Ua Huka en fransk koloni och år 1903 införlivades ön tillsammans med övriga öar inom Marquesasöarna i det nyskapade Établissements Français de l'Océanie (Franska Oceanien).